# Société de transport urbain du Congo
 (juin 2007).
La Société de transport urbain du Congo (STUC) est une ancienne société d'économie mixte créée en 2004 pour assurer les transports urbains dans les grandes villes de la République démocratique du Congo, en particulier Kinshasa. Depuis les années 1990, ces transports urbains n'étaient plus assurés que par des transporteurs privés.
Le 5 juin 2006, la société reçoit un lot de 228 nouveaux autobus de la marque Tata Motors, grâce à un crédit de 33 500 000 dollars US de l’Inde, payable dans un délai de 25 ans. La société est liquidée en février 2015.

## Histoire

### Mandat spécial
Pour la relance du transport en commun en RDC, le gouvernement congolais avait désigné Charles Lututa Ilongosi en la date du 9 août 2004 comme mandataire spécial de l’État avec pour mission principale de chercher divers partenaires étrangers et internationaux, intéressés afin de mettre en place une nouvelle société de transport en commun, dénommé STUC. Ce mandat n’impliquait aucune charge financière à l’égard de l’État congolais. Plusieurs contacts ont été pris avec des investisseurs belges, français et italiens. Grâce à un contact pris avec le Conseil Exécutif des Transports Urbains de Dakar (CETUD), le mandataire spécial a pu révéler au gouvernement congolais, par sa note d’information du 23 février 2005, la possibilité d’acquérir des bus neufs à travers un crédit d’État à État que consentirait le gouvernement indien à celui de la République Démocratique du Congo.

### Commission de suivi
L’arrêté ministériel du 13 août 2005 portant création de la Commission de suivi des opérations de la STUC en formation précisait qu’il s’agissait d’un organe transitoire chargé de gérer, superviser les activités et exploiter les autobus en attendant la constitution définitive de la STUC. Charles Lututa Ilongosi est désigné « Chargé de mission du projet STUC » et assuré ainsi la présidence de la dite commission.

### Quelques dates essentielles à la création de la STUC sarl
- Janvier 2005 : Voyage du ministre des Affaires Étrangères Raymond Ramazani Baya pour discuter avec les Autorités indiennes sur la question du crédit d’État à État.
- Mars 2005 : Descente en Inde d’une forte délégation dont Charles Lututa fait partie, conduite par le vice-président de l’Ecofin Jean-Pierre Bemba pour participer à un forum entre l’Inde et l’Afrique. Le « Projet STUC » est inscrit en ordre utile des priorités sociales.
- Avril 2005 : Signature du mémorandum d’entente suivi par la signature (en mai 2005) de l’ « Accord cadre de fourniture des bus, pièces de rechange et assistance technique » entre le gouvernement de la RDC et la société indienne Tata Motors Limited.

L’État congolais s’engage à accorder un tarif d’équilibre à la STUC, à ne pas imposer un tarif inférieur au prix de revient d’équilibre de la société et surtout à ne pas accorder la gratuité du transport à quelque catégorie que ce soit.
- Août 2005 : Création d’une « Commission de suivi des opérations de la STUC en formation » composée de sept membres désignés par arrêté ministériel.
- Juillet 2005 : livraison de 10 bus de marque Tata à l’occasion du 45e anniversaire de l’indépendance.
- Décembre 2005 : Décret présidentiel n°05/187 approuvant l’accord de crédit conclu entre la RDC et Export-Import Bank of India.
- Février 2006 : signature du contrat cadre de fourniture entre la Commission de suivi STUC et Tata Motors ; mise en exploitation de 10 premiers bus STUC le 20 février 2006.
- Juin 2006 : Constitution de la STUC sarl tel que le renseigne le procès de l’Assemblée Générale constitutive et les statuts notariés de la société.
- Mai 2007 : Organisation de la 1re Assemblée générale ordinaire annuelle des actionnaires de la STUC sarl parmi lesquelles l’État congolais. Cet organe accorde le quitus de gestion au Conseil d’administration.

## Organisation

### Organes Statutaires
L’Assemblée constitutive de la STUC sarl tenue le 23 juin 2006 a adopté les statuts qui organisent la société de la manière suivante :
- L’Assemblée générale des actionnaires
- Le Conseil d’administration
- Les Commissaires aux comptes

### Organisation administrative
- Le Président Administrateur Délégué : Charles Lututa Ilongosi
- L’Administrateur Directeur chargé des Opérations : Louis Gahereri Rukabu
- L’Administrateur Directeur chargé des Questions Administratives et Financières : Fabien Mbondo
- Le Directeur Conseiller : Germain Wenga Kabungulu
- Le Chef du Département de l’Exploitation : Etoteya Mowa
- Le Chef du Département Technique : M. Pai (Assistance technique de la société indienne Tata Motors Limited)
- Le Chef du Département Administratif et Juridique : Manda Lupula Bibi
- Le Chef du Département des Finances : Ongala Saïdi
- Le Chef du Département des Ressources Humaines : Longondo Ikoma

## Exploitation
- 20 février 2006 : début de l’exploitation avec 10 bus
- 23 juin 2006 : mise en exploitation de 40 bus supplémentaires
- 15 août 2006 : le parc exploité passe à 75 bus et 5 minibus
- 2 septembre 2006 : mise en exploitation de 11 nouveaux bus
- 12 octobre 2006 : exploitation de 103 bus et 27 minibus
- 16 décembre 2006 : aménagement du réseau et révision du tarif qui passe de 150 à 200 Francs Congolais. Le parc exploité passe de 103 à 113 bus et 22 minibus.
- 2 avril 2007 : Lancement en collaboration avec le ministre de transport et voies de communication de l’Opération Spéciale Boulevard.

### Parc automobile
La STUC dispose d’un parc de 234 bus dont : 180 bus standards TATA LPO 1316 C ; 48 minibus TATA LP 613 et 6 minibus TATA LP 709 E. Les 180 bus LPO 1316 C et 48 minibus TATA LP 613 procèdent du crédit indien soit 228 bus. Les 6 minibus TATA LP 709 ont été acquis sur fonds propres de la STUC.

### Lignes exploitées
| Ligne | Itinéraire                           | Longueur | Tarif en Fc   | Source |
| ----- | ------------------------------------ | -------- | ------------- | ------ |
| 01    | Kingasani - Gambela                  | 17       | 200           |        |
| 02A   | Kingasani - Marché                   | 20       | 200           |        |
| 02B   | Kingasani - Gare de l'Est            | 18,5     | 200           | [ 2 ]  |
| 03    | Matete - Royal                       | 15,6     | 200           | [ 3 ]  |
| 04A   | Matete - UPN                         | 19,5     | 150, 200, 250 | ,      |
| 04B   | RP Ngaba - UPN                       | 14       | 150, 200      | ,      |
| 05A   | Pétro C - Marché                     | 14       | 200           |        |
| 05B   | Pétro C - Gare de l'Est              | 15       | 200           |        |
| 06A   | Mokali - Marché                      | 21       | 200           |        |
| 06B   | Mokali - Gare de l'Est               | 20       | 200           |        |
| 07    | Mokali - Gambela                     | 19       | 200           |        |
| 08    | Matete - Marché                      | 13       | 200           |        |
| 09    | Lemba - Marché                       | 14,2     | 200           |        |
| 10B   | Kinkole - Bitabe                     | 21       | 250           |        |
| 11    | Livulu - Hôpital Général             | 17       | 100, 200      |        |
| 12    | Météo - Barré - Hôpital Général      | 13       | 200           |        |
| 13    | P Matete - Marché                    | 12       | 150           |        |
| 14    | Mikondo - Gare de l'Est              | 21       | 200           |        |
| 15    | Livulu - Kingasani                   | 7        | 200           |        |
| 18    | Kinsuka Pompage - Marché central     |          |               |        |
| 19    | Kinsuka Pompage - Gambela            |          |               |        |
| M01   | Matete- Campus                       | 9        | 150           |        |
| M02   | UZAM - Marché                        | 9        | 150           |        |
| M03   | Bandal - Gare de l'Est               | 7        | 250           |        |
| M04   | Mikondo - Gare de l'Est              | 21       | 350           |        |
| M05   | UZAM - Gambela                       | 9        | 150           |        |
| M06   | Cimetière Kintambo - Hôpital Général | 13       | 200           |        |
| M12   | Matadi Kibala - Rond-Point Ngaba     |          |               |        |
| M13   | Matadi Kibala - UPN                  |          |               |        |

### Problèmes
- Si vous ne connaissez pas le sujet, laissez ce bandeau (vous pouvez alors contacter les auteurs).
- Si vous supprimez le contenu mis en cause (vous pouvez préalablement contacter les auteurs),

argumentez précisément cette suppression dans la page de discussion
(un manque de référence n'est pas un argument ; une recherche réelle de référence doit avoir été effectuée, être formellement documentée).
- Absence d’une personnalité juridique par l’obtention de l’ordonnance présidentielle ne permettant pas de bénéficier des avantages du fonds des investissements portant sur les exonérations fiscales et douanières, d’exister en justice, d’ouvrir son capital aux privés, de recourir aux financements bancaires locaux pour financer son fonds de roulement et son plan d’expansion à l’intérieur du pays ;
- Évolution dans un environnement institutionnel caractérisé par l’absence d’un plan directeur des transports qui fixe la politique et les options fondamentales dans le secteur des transports ;
- Absence d’une autorité de régulation des transports urbains comme c’est le cas de la CETUD au Sénégal, de l’AGETU en Côte d’Ivoire, LAMATA au Nigeria ;
- Absence d’une réglementation routière adaptée aux réalités de circulation dans la Ville de Kinshasa ;
- Absence d’un fonds routier pour la réhabilitation et l’entretien de la voirie;
- Transport gratuit des militaires et policiers sans contrepartie financière de l’État qui constitue la gangrène à la base de la disparition des anciennes des anciennes sociétés de transport en commun en RDC (OTCZ, STK, SOTRAZ, TRANZAM, GESAC) ;
- Manque d’allègement fiscal sur les achats des produits pétroliers (40 à 50 %) qui auraient dû compenser la faiblesse du tarif par passager transporté qui est en dessous de son prix de revient d’équilibre ;
- Saturation du réseau à la suite de la dégradation avancée de la voirie urbaine ;
- Non-application de la réglementation routière pour éliminer les embouteillages occasionnant des pertes de voyages d’où un manque à gagner considérable pour la STUC ;
- Absence des moyens financiers pour l’aménagement urbain par la création des gares de fonction, des couloirs spéciaux des bus, des abribus, etc.

### Perspectives d’avenir
- Garantir d’abord le transport dans le confort et la sécurité sur toutes les lignes que compte le réseau ;
- Atteindre les quartiers enclavés et peuplés après réhabilitation de la voirie ;
- Mettre à la disposition des populations la totalité des bus que comporte notre parc après que les solutions sur la fluidité du trafic soient trouvée rapidement par l’autorité compétente ;
- Organiser des réseaux spécifiques (réseau scolaire, universitaire, transport du personnel des entreprises…) ;
- Organiser le transport inter urbain : Kinshasa-Kimpese-Matadi-Boma ; Kisangani – Banalia – Buta.
- Création des lignes particulières (aéroport vers les grands hôtels) et les transports des hôtes de marque et des VIP
- Accroître le parc automobile à 2 000 bus dans la ville de Kinshasa conformément à la demande de transport en commun de 2 000 000 de passagers payant par jour ;
- Organiser le transport urbain dans toutes les grandes villes de la RDC (Lubumbashi, Kisangani, Matadi, Likasi, Mbuji-Mayi)
- Relier les différentes provinces de la RDC ;
- Étendre les activités en dehors du pays par la création des lignes Kasumbalesa – Lusaka jusqu’à Johannesburg, Kisangani – Beni – Kampala – Mombasa.

## La STUC désormais à Kinsuka Pompage et à Matadi Kibala
La Société des Transports Urbains du Congo a lancé ce lundi 25 juin 2007 l’exploitation de cinq nouvelles lignes. Cependant la particularité de cette mesure est la présence effective des bus de la STUC dans des quartiers non encore exploités par celle-ci à savoir Kinsuka Pompage et Matadi Kibala. 
L’objectif premier qui a milité à la création de la STUC sarl était de travailler à la relance du transport urbain au Congo. L’Est de la capitale était pour l’instant beaucoup plus privilégié que l’Ouest où la voirie est en piteux état. La saison sèche aidant ainsi que le début timide de réhabilitation de certains axes routiers de la ville de Kinshasa ont motivé les responsables de la STUC sarl à procéder depuis ce lundi 25 juin 07 au lancement de 5 nouvelles lignes. Les autobus de cette société de transport exploiteront désormais la ligne 12 qui ira de Météo à l’Hôpital Général de Kinshasa tandis que les lignes 18 et 19 commenceront de Kinsuka Pompage  pour aller respectivement au Marché central ou à Gambela. Deux nouvelles lignes avec des minibus ont aussi vu le jour : Matadi Kibala – Rond-Point Ngaba (ligne M 12) et Matadi Kibala – UPN (ligne M 13). 
La Direction Générale de la STUC sarl fait savoir qu’elle examine et étudie actuellement des possibilités d’ouverture d’autres nouvelles lignes afin d’atteindre les quartiers les plus peuplés et les plus éloignés du centre-ville. Le réseau urbain de la STUC sarl compte actuellement 34 lignes dont 25 exploitées avec des autobus et 9 avec des minibus.

## Bureaux
La direction générale de la STUC est située au no 14 de la 14e rue, Quartier Industriel, dans la commune de Limete à Kinshasa.